# نورثبريدج (ماساتشوستس)
نورثبريدج (بالإنجليزية: Northbridge, Massachusetts)‏ هي بلدة أمريكية تقع في الولايات المتحدة في مقاطعة ووستر (ماساتشوستس). يقدر عدد سكانها بـ 15,707 نسمة ومساحتها 46.8 كم2 وترتفع عن سطح البحر 91 متر.

## أعلام
- ستيفن دوريان
- رويال جيم تافت
- غلين آدامز